# Apteromantis bolivari
Apteromantis bolivari es una especie de mantis de la familia Mantidae.

## Distribución geográfica
Se encuentra en Argelia, Marruecos y Portugal.